# Фредерик (окръг, Мериленд)
Вижте пояснителната страница за други значения на Фредерик.
Окръг Фредерик (на английски: Frederick County) е окръг в щата Мериленд, Съединени американски щати. Площта му е 1728 km², а населението – 247 591 души (2016). Административен център е град Фредерик.